# Предрак
Предрак или предопухолевое состояние — врождённые или приобретённые заболевания тканей, способствующие возникновению злокачественных новообразований. Для многих опухолей такие состояния не определены, что создаёт определённые трудности в организации профилактических мероприятий.

## Классификация предрака
С клинической точки зрения различают облигатные и факультативные предраки:

### Облигатный предрак
Облигатный предрак обусловлен врождёнными факторами и рано или поздно переходит в рак. К таким заболеваниям относят:
- Семейный полипоз толстой кишки;
- Пигментную ксеродерму;
- Болезнь Боуэна;
- Аденоматозный полип желудка;

Истинно доброкачественные опухоли, как правило, не малигнизируются.

### Факультативный предрак
Факультативный предрак трансформируется в злокачественное новообразование относительно редко. Он чаще не связан с наследственными и врождёнными изменениями тканей. Чем дольше существует факультативное предопухолевое состояние, тем выше вероятность развития злокачественной опухоли. К таким заболеваниям относят:
- Дисгормональную гиперплазию с пролиферацией эпителия протоков молочной железы;
- Атрофический гастрит с глубокой перестройкой слизистой оболочки;
- Язвенный колит;
- Кожный рог;
- Кератоакантому;
- Папиллому.

## Диагностика
Заболевания предопухолевого состояния обнаруживаются при стандартных медицинских обследованиях, такие как анализы крови.

## Виды предрака
- Предраковые состояния кожи: доброкачественная акантома; кератоз; пигментная ксеродерма; базальноклеточный рак;
- Предраковые изменения в молочной железе: кисты; эктазия протоков; аденоз; склерозирующий аденоз; фокусы лактации; внутрипротоковая гиперплазия; внутридольковая гиперплазия;
- Предраковые состояния в области ротовой полости: лейкоплакия; эритроплакия; подслизистый фиброз;
- Предраковые состояния в области гортани;
- Предраковые состояния в области носоглотки;
- Предраковые состояния легких и изменение фенотипических свойств клеток;
- Предраковые состояния пищевода и желудка;
- Предраковые состояния толстой кишки;
- Предраковые состояния печени;
- Предраковые и неинвазивные изменения в мочевом пузыре;
- Предраковые состояния предстательной железы;
- Предраковые изменения шейки матки;
- Гиперплазия и рак эндометрия.